# Atelopus barbotini
Atelopus barbotini, популярно известен като лилава флуоресцентна жаба, е вид жаба от семейство Крастави жаби (Bufonidae).
Преди жабата се е считала за част от Амазонски арлекин (Atelopus spumarius). Не е ясно дали това е единичен вид, или група от свързани видове. В миналото видът също е бил наричан Atelopus flavescens.
Atelopus barbotini е ендемичен за възвишенията на централна Френска Гвиана.